# كين هنت
كين هنت (بالإنجليزية: Ken Hunt)‏ هو لاعب كرة قاعدة أمريكي، ولد في 14 ديسمبر 1938 في أوغدن في الولايات المتحدة، وتوفي في 27 يناير 2008 في مورغان في الولايات المتحدة.

## وصلات خارجية
- كين هنت على موقع دوري كرة القاعدة الرئيسي (الإنجليزية)
- كين هنت على موقعبيزبول رفرنس.كوم (الدوري الرئيسي) (الإنجليزية)
- كين هنت على موقعبيزبول رفرنس.كوم (الدوري الثانوي) (الإنجليزية)